# Rosalie (film, 1937)
Pour les articles homonymes, voir Rosalie.
Pour plus de détails, voir Fiche technique et Distribution.
Rosalie est un film musical américain de W. S. Van Dyke, sorti en 1937.

## Synopsis
Un collégien, vedette de football, tombe amoureux d'une mystérieuse princesse des Balkans.

## Fiche technique
- Titre : Rosalie
- Réalisation : W. S. Van Dyke
- Scénario : William Anthony McGuire, inspiré de la comédie musicale éponyme, créée à Broadway en 1928 (musique de Sigmund Romberg et George Gershwin, lyrics de Ira Gershwin et Pelham Grenville Wodehouse, livret de William Anthony McGuire et Guy Bolton)
- Production  : William Anthony McGuire
- Société de production : M.G.M.
- Direction musicale : Herbert Stothart
- Musique originale et lyrics (remplaçant ceux de la comédie musicale) : Cole Porter
- Arrangements musicaux : Léo Arnaud, Murray Cutter, Roger Edens, Paul Marquardt, Leonid Raab et George E. Stoll
- Photographie : Oliver T. Marsh
- Montage : Blanche Sewell
- Direction artistique : Cedric Gibbons
- Costumes : Dolly Tree
- Pays de production : États-Unis
- Format : Noir et blanc - 35 mm - 1,37:1 - Son : Mono (Western Electric Sound System)
- Genre : Film musical et drame
- Durée : 123 minutes
- Dates de sortie :
  - États-Unis : 24 décembre 1937
  - France : 21 avril 1938

## Distribution

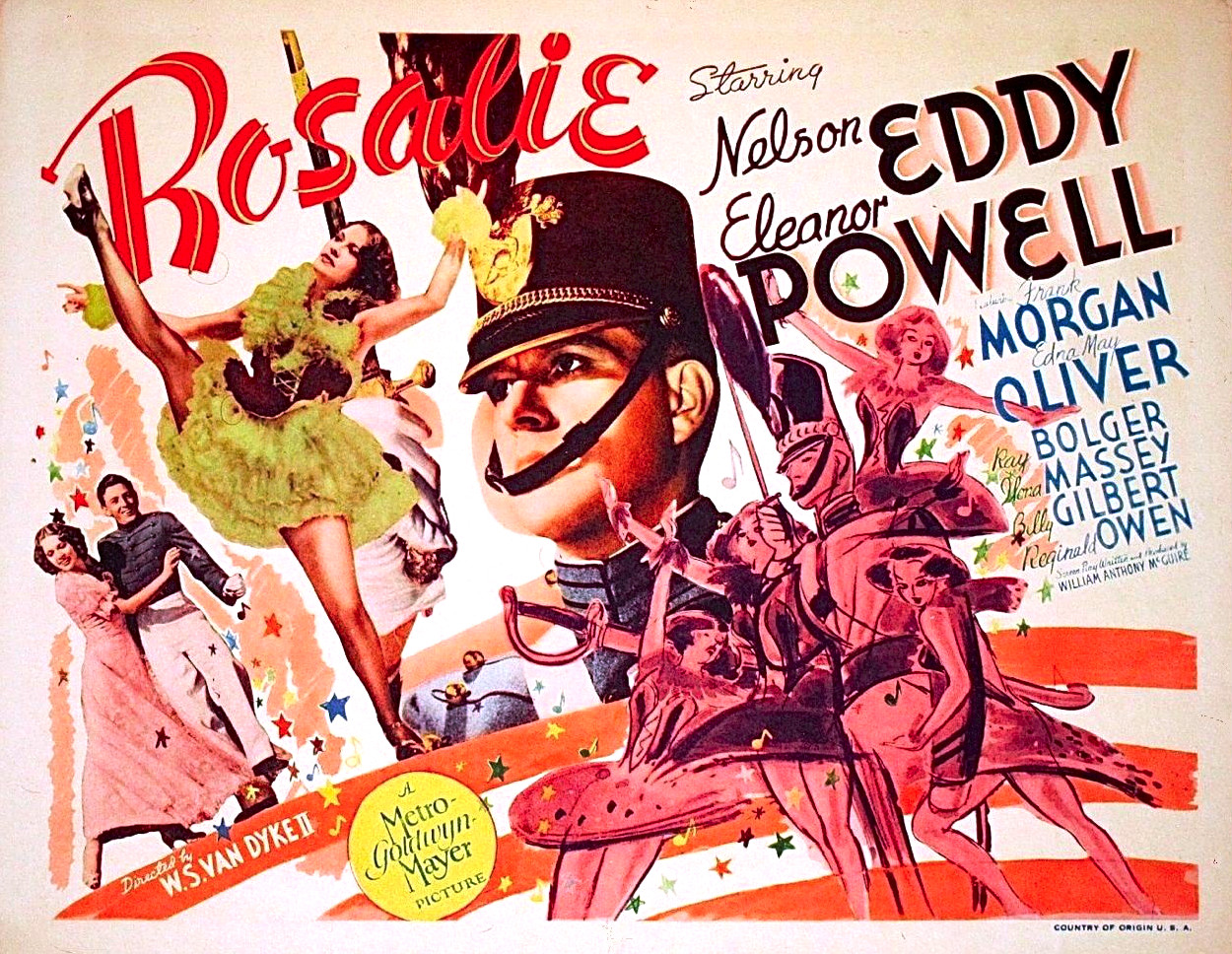
Autre affiche du film.

- Eleanor Powell : Princesse Rosalie Romanikov
- Nelson Eddy : Dick Thorpe
- Frank Morgan : Roi Fredrick Romanikov
- Edna May Oliver : Reine de Romanza
- Ray Bolger : Bill Delroy
- Ilona Massey : Comtesse Brenda
- Billy Gilbert : Oloff
- Reginald Owen : Chancelier de Romanza
- Tom Rutherford : Prince Paul
- Clay Clement : Capitaine Banner
- Virginia Grey : Mary Callahan
- George Zucco : Général Maroff de Romanza
- Janet Beecher : Mlle Baker
- Oscar O'Shea : M. Callahan
- Al Shean (non crédité) : Herman Schmidt